# Четрнаеста српска бригада НОВЈ
Четрнаеста српска ударна бригада формирана је наредбом Главног штаба НОВ и ПО за Србију 14. јуна 1944. у селу Рибару код Ђуниса од Нишког НОП одреда. У првој формацији састојала се од три батаљона, и имала око 550 бораца у саставу. Четрнаеста српска била је, после Девете, друга бригада НОВЈ из источне Србије.
Осим три пешадијска батаљона, при формирању је у бригади формирана и чета пратећих оруђа, која је у свом саставу имала пратећи вод од два одељења (минобацачко - један минобацач од 81 мм, један ПИАТ и једну противтенковску пушку) и муницијски вод од два одељења.
За команданта је именован Јован Митић Ђорђе, а за заменика команданта Радомир Јовичић Буца. Први политички комесар бригаде био је Војислав Дрљачић Драган, а помоћник политичког комесара Светозар Прибић Илија.
Од формирања па до краја рата, Четрнаеста српска бригада борила се, заједно са Седмом и Деветом бригадом, у саставу 23. српске дивизије.